# Nicolás Paso y Delgado
Nicolás Paso y Delgado (Granada, 1820-Madrid, 1897) fue un jurista, catedrático y político español.

## Biografía
Nacido el 10 de diciembre de 1820 en Granada, fue doctor en Derecho y Medicina y catedrático de las universidades de Granada y Madrid. En el plano político fue diputado a Cortes, elegido en las elecciones de 1858 por el distrito granadino de Alhama, y senador, desde 1881 a 1890 por la Universidad de Granada. Escribió varias obras de carácter jurídico, entre ellas Nociones del derecho penal español así común como excepcional (1848), junto a Bernardo de Toro y Moya, así como colaboraciones en El Capricho, Museo Español de Antigüedades, El Liceo de Granada y otras publicaciones periódicas. Usó el pseudónimo «Lungadé». Falleció en Madrid el 19 o el 20 de noviembre de 1897.